# Грос-Рорхајм
Грос-Рорхајм (њем. Groß-Rohrheim) општина је у њемачкој савезној држави Хесен. Једно је од 22 општинска средишта округа Бергштрасе. Према процјени из 2010. у општини је живјело 3.736 становника. Посједује регионалну шифру (AGS) 6431010.

## Географски и демографски подаци
Грос-Рорхајм се налази у савезној држави Хесен у округу Бергштрасе. Општина се налази на надморској висини од 88–93 метра. Површина општине износи 19,6 km². У самом мјесту је, према процјени из 2010. године, живјело 3.736 становника. Просјечна густина становништва износи 191 становника/km².

## Међународна сарадња
| Мјесто | Држава    | Врста сарадње | Од    |
| ------ | --------- | ------------- | ----- |
|        | Француска | партнерство   | 1989. |
| Извор  |           |               |       |